# Giełda Papierów Wartościowych w Kairze i Aleksandrii
Cairo & Alexandria Stock Exchange (w skrócie CASE) – giełda papierów wartościowych w Egipcie; zlokalizowana zarówno w stolicy kraju - Kairze jak i w Aleksandrii.
Giełda powstała w 1888.